# アレックス・オロックリン
- アレックス・オローリン
- アレックス・オラフリン

アレックス・オロックリン（Alex O'Loughlin 発音:O-lock-lin）ことアレクサンダー・オラックラン（Alexander O'Lachlan、1976年8月24日 - ）は、オーストラリアの男優。身長185cm。

## 来歴
1976年、オーストラリアのキャンベラに生まれた。父親は物理学・天文学教師、母親は看護師で、両親からアイルランドおよびスコットランドの血を引いている。
幼少期は注意欠如・多動性障害の不注意優位型(attention-deficit disorder, ADD)と強迫性障害(Obsessive–compulsive disorder, OCD)に悩まされていたが、大人になった現在、さほど影響はないと語っている。

### 俳優としてのキャリア
シドニーのオーストラリア国立演劇学院で演劇を学ぶ。卒業後はオーストラリアで俳優活動を始め、その後アメリカのテレビドラマ等にも出演するようになる。
2012年、スティーヴ・マクギャレット役で主演しているアメリカ合衆国 CBSのテレビドラマ『HAWAII FIVE-0』の撮影現場にて肩を負傷し、その際に処方された鎮痛薬に依存してしまう。この薬物依存を絶つためにリハビリすることを決意し、俳優業を一時休業することを公表した。
自らが可能な限りスタントをすることを望んでいる。スタントをするにあたり、カンフーや太極拳などをトレーニングに取り入れた。

## 私生活
1997年7月に、第一子となる男児 サクソン（Saxon）が誕生する。
近年、サクソンは『HAWAII FIVE-0』の撮影現場を見学に訪れているという。
2012年10月25日に、恋人で元全米サーファー・チャンピオンであったマリア・ジョーンズ （Malia Jones）との間に第二子となる（二人にとっては第一子となる）男児、ライオン（Lion）が誕生する。
2014年4月18日に、恋人であるマリアと結婚。
川釣りと海釣りが趣味であり、得意とする。
『HAWAII FIVE-0』でハワイに来て住むようになってからサーフィンをするようになった。
また、バイクに乗ること、ロッククライミング、ギターを弾くことも趣味である。
自身が出演した映画『ホワイトアウト』のプレミアでのインタビューで、パイロットライセンスを取得しており、セスナを所有していることを語っている。

## 出演

### 映画
| 公開年 | 邦題 原題                                     | 役名                 | 備考       |
| ------ | --------------------------------------------- | -------------------- | ---------- |
| 2004   | Oyster Farmer                                 | ジャック・フランジ   | 日本未公開 |
| 2005   | 巨大怪物 マンシング Man-Thing                 | エリック・フレイザー |            |
| 2005   | Feed                                          | マイケル・カーター   | 日本未公開 |
| 2006   | ホリデイ The Holiday                          | Kissing Couple       |            |
| 2007   | 臨死 The Invisible                            | マーカス・ボヘム     | 日本未公開 |
| 2007   | 奇跡のシンフォニー August Rush                | マーシャル           |            |
| 2009   | ホワイトアウト Whiteout                       | ラッセル・ヘーデン   |            |
| 2010   | カレには言えない私のケイカク The Back-up Plan | スタン               | 日本未公開 |

### テレビシリーズ
| 放映年    | 邦題 原題                                              | 役名                           | 備考                                  |
| --------- | ------------------------------------------------------ | ------------------------------ | ------------------------------------- |
| 2003      | White Collar Blue                                      | イアン・マック                 |                                       |
| 2004      | Love Bytes                                             | デイヴ                         | Episode: "Net Nanny"                  |
| 2004      | Black Jack: Sweet Science                              | ルーク・アンダーソン           | テレビ映画                            |
| 2005      | Mary Bryant                                            | ウィル・ブライアント           | ミニシリーズ                          |
| 2007      | ザ・シールド ルール無用の警察バッジ The Shield         | ケヴィン・ハイアット           | 計7話出演                             |
| 2007-2008 | Moonlight                                              | ミック                         | 主演、計16話出演                      |
| 2009      | クリミナル・マインド FBI行動分析課 Criminal Minds      | ヴィンセント・ローリングス     | シーズン4第22話「闇夜に浮かぶ観覧車」 |
| 2009-2010 | スリー・リバーズ 〜命をつなぐ熱き医師たち Three Rivers | アンディー・ヤブロンスキー医師 | 主演、計13話出演                      |
| 2010-2020 | HAWAII FIVE-0 Hawaii Five-0                            | スティーヴ・マクギャレット     | 主演                                  |